# Hansenia (växtsläkte)
Hansenia är ett släkte i familjen flockblommiga växter. Det beskrevs av Nikolaj Turtjaninov 1844.

## Arter
Släktet omfattar åtta arter i Sibirien, Mongoliet och Kina:
- Hansenia forbesii (H.Boissieu) Pimenov & Kljuykov
- Hansenia forrestii (H.Wolff) Pimenov & Kljuykov
- Hansenia himalayensis (Ludlow) J.B.Tan & X.G.Ma
- Hansenia mongholica Turcz.
- Hansenia oviformis (R.H.Shan) Pimenov & Kljuykov
- Hansenia phaea (Hand.-Mazz.) J.B.Tan & X.G.Ma
- Hansenia trifoliolata Q.P.Jiang & X.J.He
- Hansenia weberbaueriana (Fedde ex H.Wolff) Pimenov & Kljuykov